# Lago Tuz

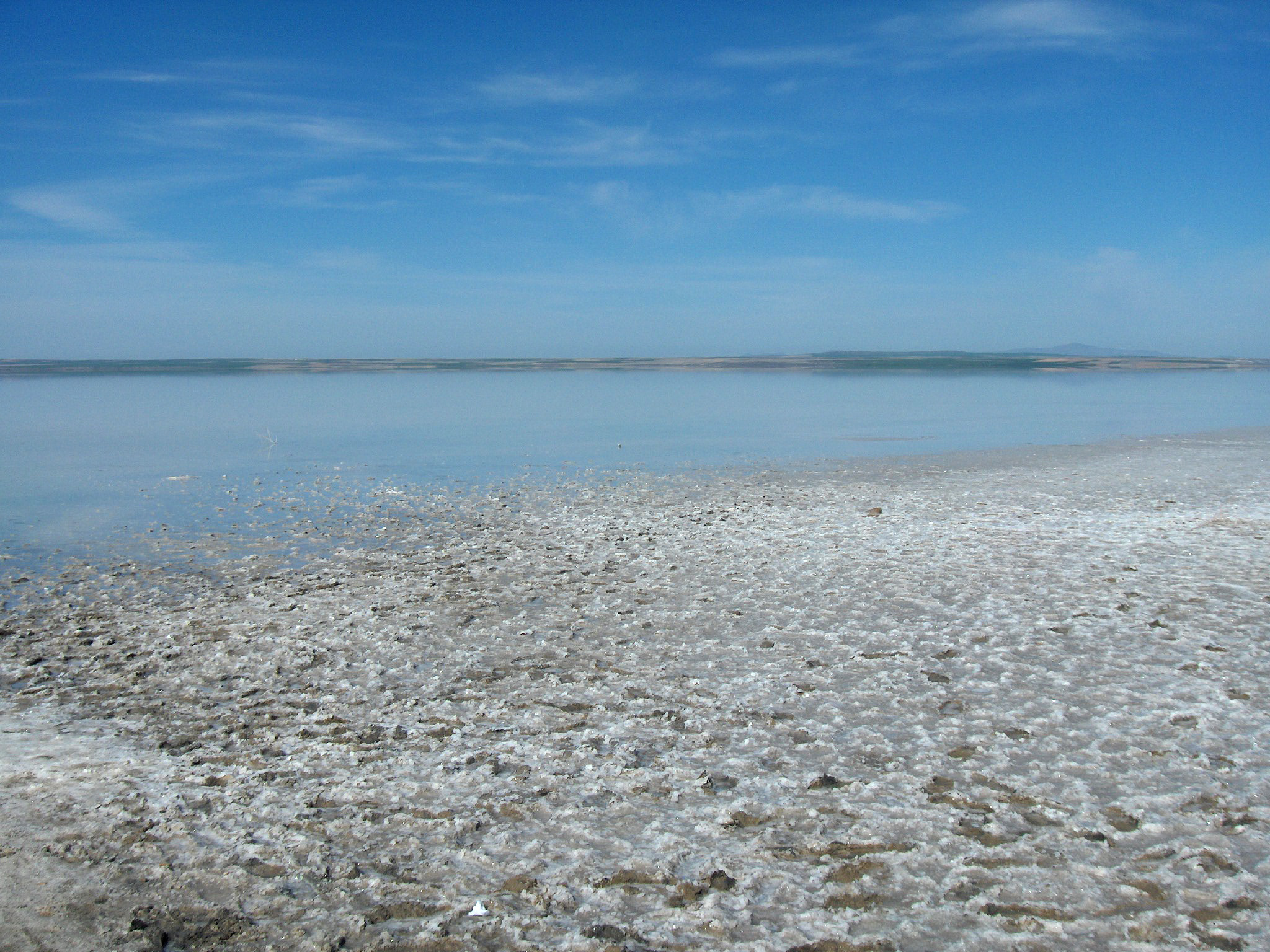
Vista del lago Tuz

El lago Tuz (en turco: Tuz Gölü, que significa «lago de sal») es el segundo mayor lago de Turquía, y se encuentra en la región de Anatolia Central, 105 km al noreste de Konya y 150 km al sureste de Ankara. Durante la mayor parte del año, este lago salino y poco profundo cubre un área de 1500 km². Normalmente tiene  80 km de longitud y 50 km de ancho, con una elevación de 905 m s. n. m. El área que cubre es compartida por las provincias turcas de Ankara, Konya y Aksaray, con una población de alrededor de 3 millones de personas.
El lago ocupa una depresión tectónica en la meseta central de Turquía, y es alimentado por dos cursos de agua de importancia. Es un lago  endorreico, sin salida. Durante el verano la mayor parte del agua se evapora y deja al descubierto una capa de sal con un espesor medio de 30 cm. En invierno parte de la sal se vuelve a disolver en el agua que entra. 
La sal genera gran actividad industrial en la región, especialmente en lo que se refiere a su procesado y refinado, llegándose a producir el 70 % de la sal consumida en Turquía. Existe también actividad agrícola en los alrededores, excepto en la zona sur y suroeste del lago, a causa de las inundaciones periódicas de agua salina.
En 2001 el lago Tuz fue declarado zona de alta protección, incluyendo la superficie del lago al completo, los pantanales circundantes y algunas importantes áreas esteparias de los alrededores. La principal colonia de cría del gran flamenco (Phoenicopterus roseus) se puede encontrar en un grupo de islas de la zona sur del lago. Anser albifrons mantiene la segunda mayor colonia de cría, y otras aves mantienen poblaciones significativas en los alrededores, como el Cernícalo Primilla (Falco naumanni).